# Ronjpelana igatua
Ronjpelana igatua är en insektsart som beskrevs av Young 1986. Ronjpelana igatua ingår i släktet Ronjpelana och familjen dvärgstritar. Inga underarter finns listade i Catalogue of Life.